# Torsten Sandelin
Karl Viktor Torsten Sandelin (28 settembre 1887 – 8 maggio 1950) è stato un ginnasta finlandese.

## Palmarès

### Olimpiadi
- Bronzo a Londra 1908 nel concorso a squadre.